# 杏花沟
杏花沟，上游称东巴漏河，是位于中国山东省的一条河流。

## 概况
它发源于淄博市博山区西北部青龙湾，西北流入章丘市，在相公庄以下又称漯河，又西北流，在章丘后刘村东转而东北流入芽庄湖，进入邹平县境。出湖又东北流，始称杏花沟。东北流至桓台县金家庄北，由右岸注入小清河。河长97公里，流域面积1194.5平方公里，河道平均比降5.6/1000。